# La Fureur du danger
Pour plus de détails, voir Fiche technique et Distribution.
La Fureur du danger (titre original : Hooper) est un film américain de Hal Needham sorti en 1978.

## Synopsis
Sonny Hooper est le cascadeur le plus demandé de Hollywood. Pourtant son avenir semble compromis lorsque le jeune Ski fait son apparition. Hooper en fait son rival ce qui n'arrange pas ses affaires car Ski veut l'entraîner sur une cascade impossible.

## Fiche technique
- Titre original : Hooper
- Réalisation : Hal Needham
- Scénario : Bill Kerby et Thomas Rickman d'après une histoire de Walt Green et Walter S. Herndon
- Directeur de la photographie : Bobby Byrne (en)
- Montage : Donn Cambern
- Musique : Bill Justis
- Costumes : Michael Balker, Gene Deardoff et Paula Lynn Kaatz
- Production : Hank Moonjean et Burt Reynolds (non crédité)
- Genre : Comédie
- Pays :  États-Unis
- Durée : 97 minutes
- Date de sortie :
  - États-Unis : 2 juillet 1978
  - France : 21 février 1979[1]

## Distribution
- Burt Reynolds (VF : Serge Sauvion) : Sonny Hooper
- Jan-Michael Vincent (VF : François Leccia) : Ski
- Sally Field (VF : Michèle Bardollet) : Gwen
- Brian Keith (VF : Jacques Berthier) : Jocko
- John Marley (VF : André Valmy) : Max Berns
- Robert Klein (VF : Bernard Tiphaine) : Roger Deal
- James Best (VF : Jacques Richard) : Cully
- Adam West (VF : Edmond Bernard) : Adam
- Alfie Wise (VF : Pierre Trabaud) : Tony
- Terry Bradshaw (VF : Michel Barbey) : Sherman
- Norman Grabowski (VF : Robert Bazil) : Hammerhead (La Brioche en VF)
- George Furth : Bidwell
- Jim Burk (VF : Michel Bedetti) : Jimbo
- Don « Red » Barry (VF : Georges Aubert) : le shérif
- Princess O'Mahoney : Wanda
- Robert Tessier (VF : Claude Joseph) : Amtrac
- Hal Floyd (VF : Jean Violette) : Cliff
- Linda McClure (VF : Béatrice Delfe) : l'assistante du film
- Richard Tyler (VF : Jacques Thébault) : le docteur
- Dave Munegast Jr. (VF : Pierre Fromont) : le flic motard (non crédité)